# A Michelin étteremkalauz magyarországi élmezőnye (2011)

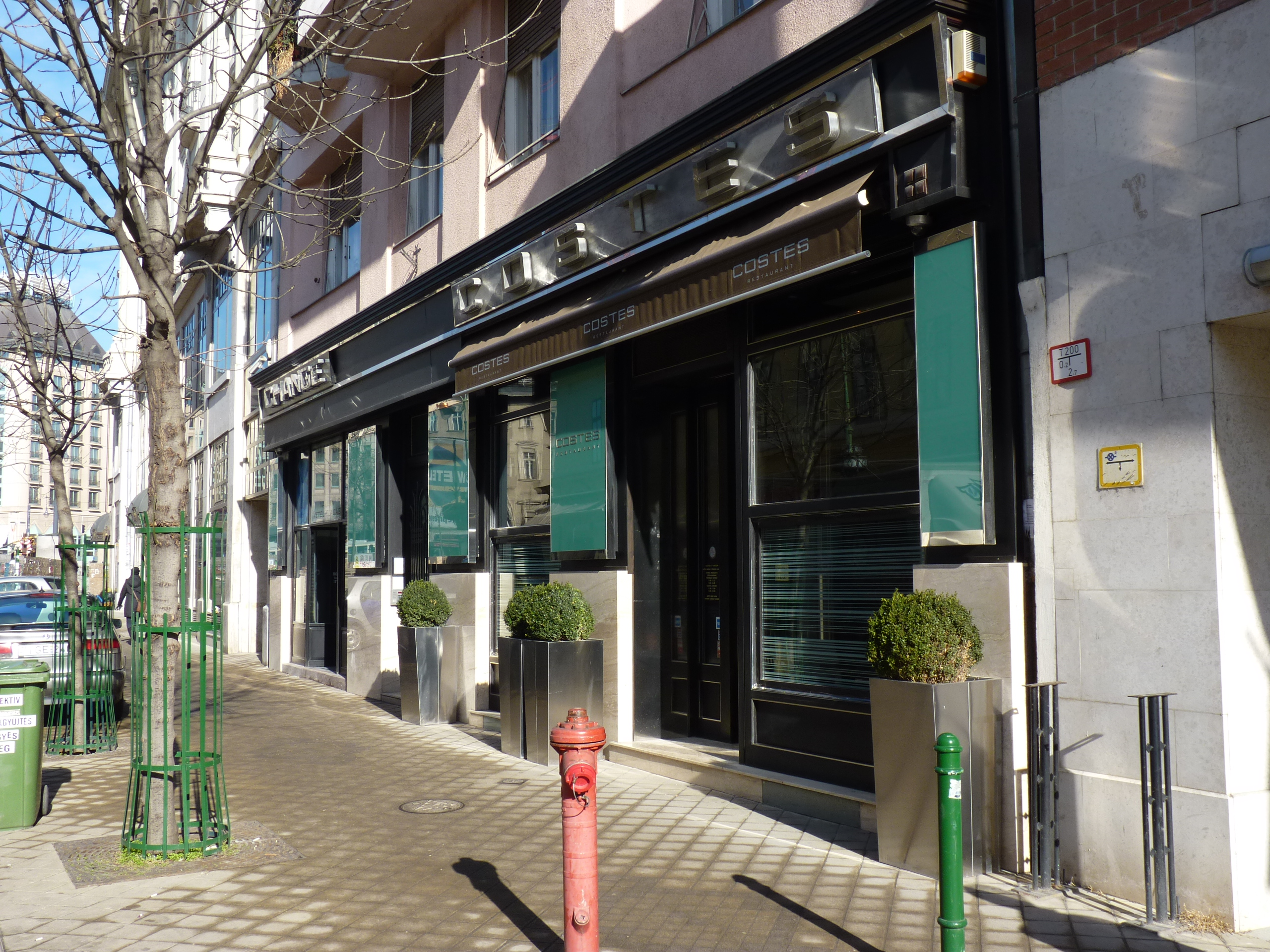
Costes

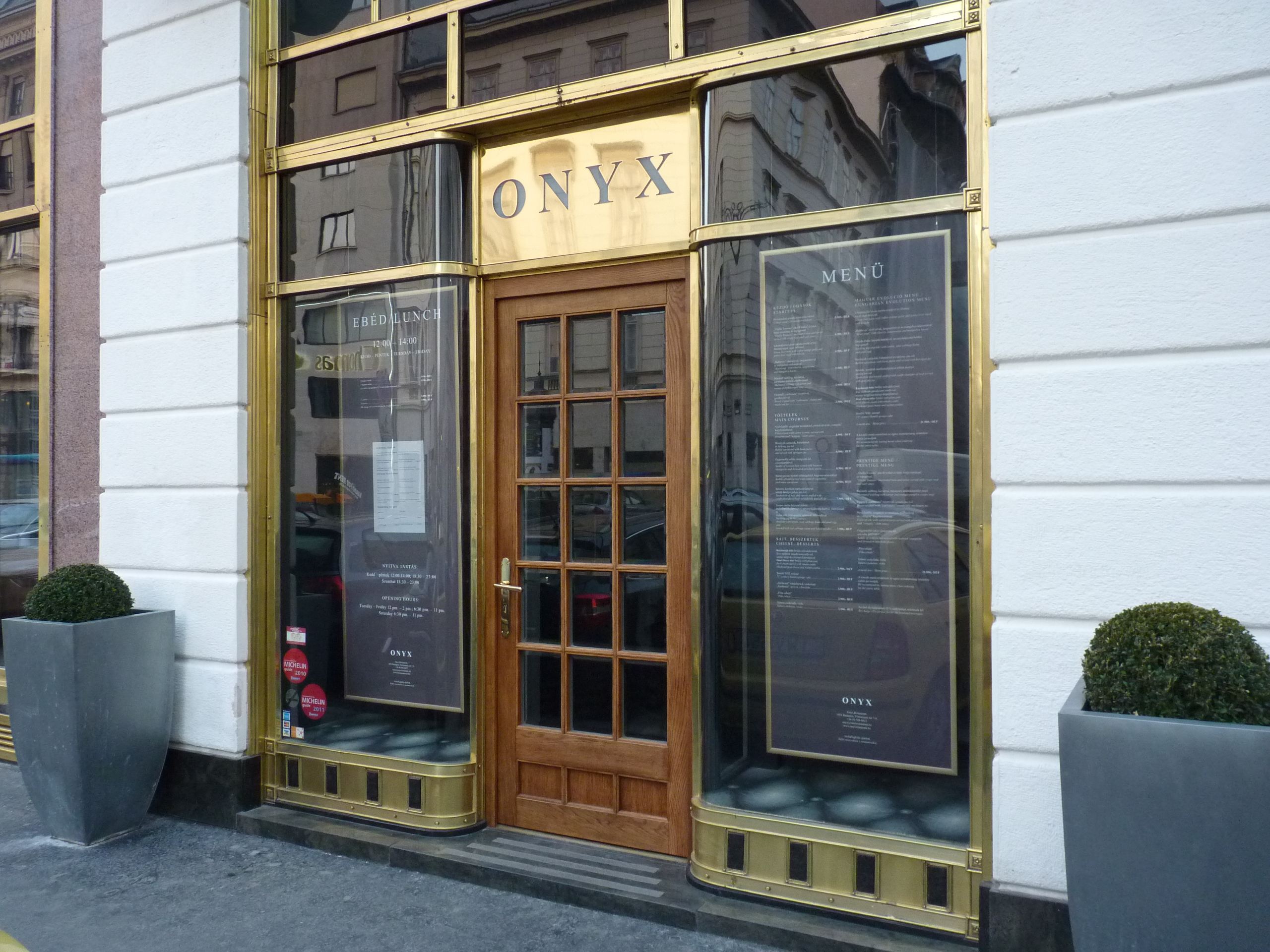
Onyx Étterem

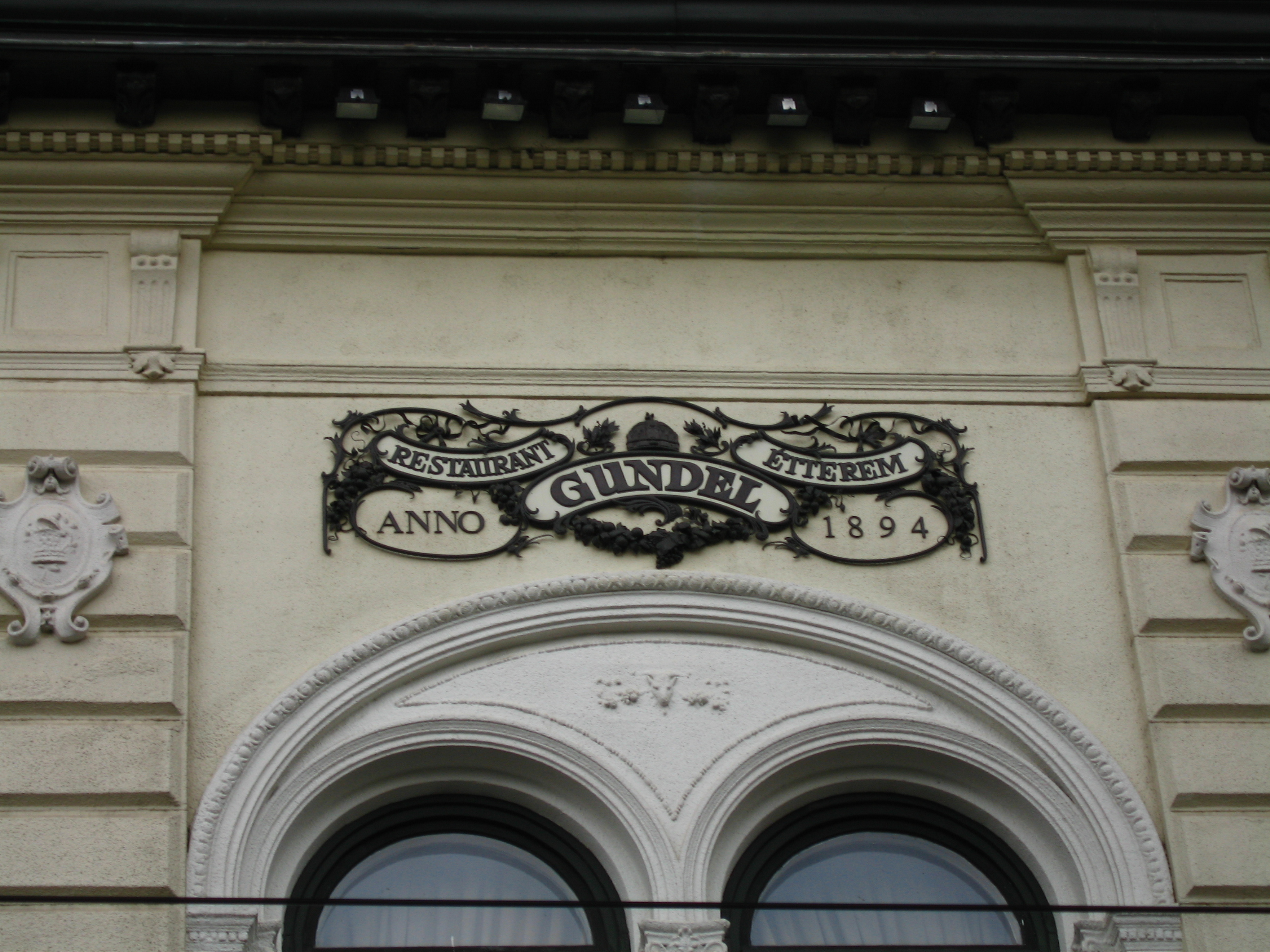
Gundel étterem

Ez a lista a Michelin étteremkalauz étteremtesztjének 2011-es élmezőnyét tartalmazza. A Guide Michelin a legjobb éttermeket egy, kettő vagy három csillaggal értékeli. A „Bib Gourmand” minősítés a jó ár-érték arányú éttermeket jelöli.
A 2011-es élmezőnybe a következő éttermek tartoznak:
| Étterem                 | Város    | Pont         |
| ----------------------- | -------- | ------------ |
| Costes                  | Budapest |              |
| Onyx Étterem            | Budapest |              |
| 21 a Magyar Vendéglő    | Budapest | Bib Gourmand |
| Arcade Bistro           | Budapest | Bib Gourmand |
| Bock Bisztró            | Budapest | Bib Gourmand |
| Csalogány26 Vendéglő    | Budapest | Bib Gourmand |
| Arany Kaviár            | Budapest |              |
| Café Pierrot            | Budapest |              |
| Cyrano Étterem          | Budapest |              |
| Fausto's Étterem        | Budapest |              |
| Gundel étterem          | Budapest |              |
| Krizia Étterem          | Budapest |              |
| Mokka Café & Restaurant | Budapest |              |
| Tigris étterem          | Budapest |              |
| Vadrózsa étterem        | Budapest |              |